# Lester R. Brown

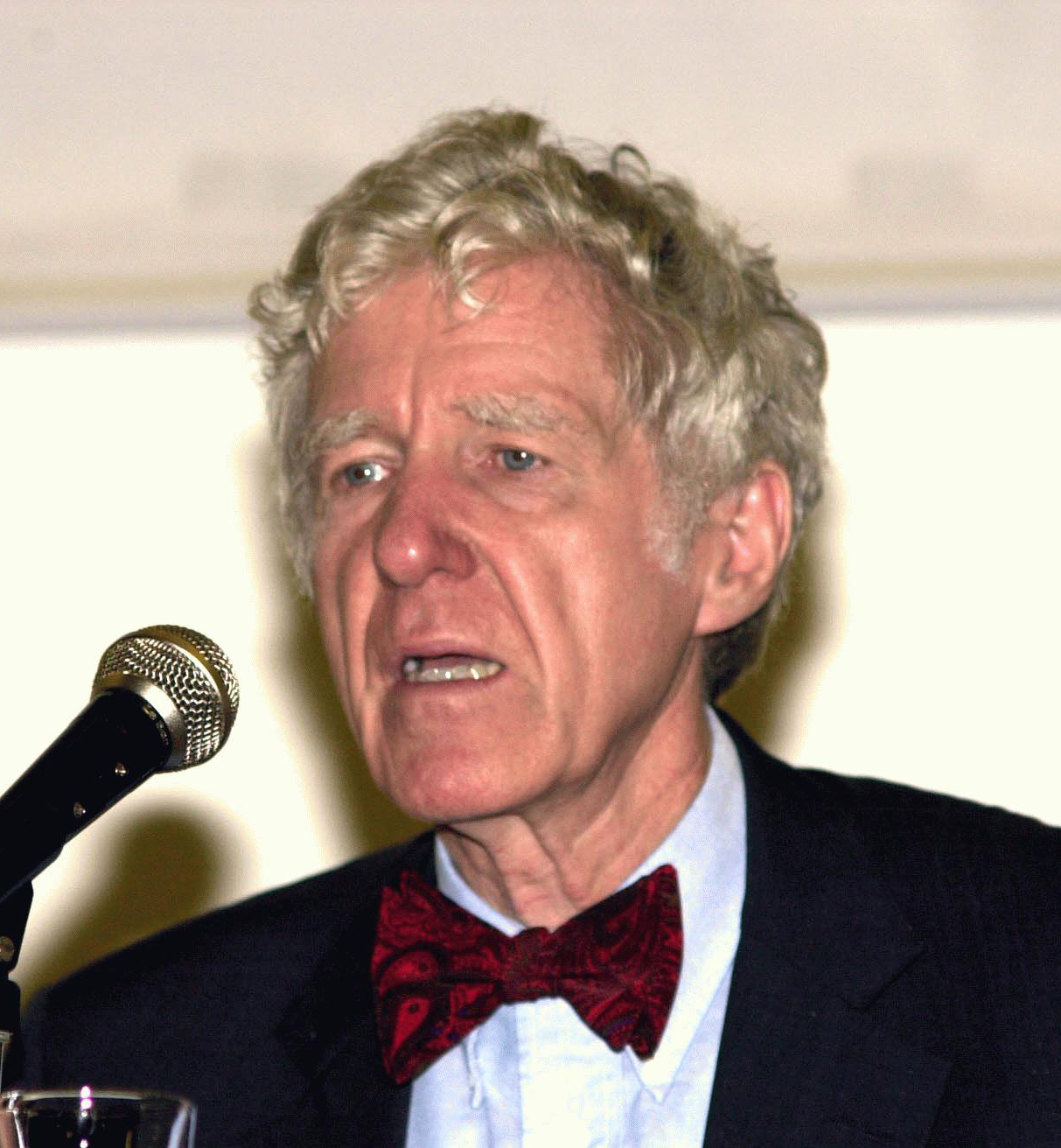
Lester Brown

Lester Russel Brown (Bridgeton, 28 maart 1934) is een Amerikaans auteur van ecologische analyses. Hij is de stichter van het Worldwatch Institute (in 1974).
Brown is auteur of mede-auteur van meer dan 50 boeken over wereldwijde milieuthema's en zijn werk is in meer dan 40 talen vertaald. Hij legt een bijzondere nadruk op het groeiende watertekort in de wereld en de snel stijgende graan- en sojaprijs die daarvan een gevolg is.
Brown is zelf opgegroeid op een boerderij in New Jersey zonder stromend water en zonder elektriciteit. Hij genoot een opleiding in landbouwwetenschappen.  Hij kreeg vele prijzen en erkenningen voor zijn werk.

## Werken
- Man, Land and Food (1963)
- Increasing World Food Output (1965)
- Seeds of Change (1970)
- Man and His Environment: Food (met Gail Finsterbusch) (1972)
- World Without Borders (1972)
- In the Human Interest (1974)
- By Bread Alone (met Erik Eckholm) (1974)
- The Twenty-Ninth Day (1978)
- Running on Empty (met Colin Norman & Christopher Flavin) (1979)
- Building a Sustainable Society (1981)
- State of the World (met anderen) (1984–2001)
- Vital Signs (met anderen) (1992–2001)
- Eko Keizai Kakumei: Environmental Trends Reshaping The Global Economy (1998) (in het Japans)
- Saving the Planet: How to Shape an Environmentally Sustainable Global Economy (met Christopher Flavin & Sandra Postel) (1992)
- Full House: Reassessing the Earth's Population Carrying Capacity (met Hal Kane) (1995)
- Who Will Feed China?: Wake-Up Call for a Small Planet (1995)
- Tough Choices: Facing the Challenge of Food Scarcity (1996)
- Beyond Malthus: Nineteen Dimensions of the Population Challenge (met Gary Gardner and Brian Halweil) (1999)
- Eco-Economy: Building an Economy for the Earth (2001)
- Earth Policy Reader (met Janet Larsen en Bernie Fischlowitz-Roberts) (2002)
- Plan B: Rescuing a Planet Under Stress and a Civilization in Trouble (2003)
- Outgrowing the Earth: The Food Security Challenge in an Age of Falling Water Tables and Rising Temperatures (2004)
- Plan B 2.0: Rescuing a Planet Under Stress and a Civilization in Trouble (2006)
- Plan B 3.0: Mobilizing to Save Civilization (2008)
- Plan B 4.0: Mobilizing to Save Civilization (2009)
- World on the Edge: How to Prevent Environmental and Economic Collapse (2011)
- Full Planet, Empty Plates: The New Geopolitics of Food Scarcity (2012), vertaald in het Nederlands als Volle planeet, lege borden. De nieuwe geopolitiek van voedselschaarste.